# ألبرت فيكرز بريان
ألبرت فيكرز بريان (بالإنجليزية: Albert Vickers Bryan) هو محامي وقاضي أمريكي، ولد في 23 يوليو 1899 في الإسكندرية في الولايات المتحدة، وتوفي في 13 مارس 1984.